# Cristian Núñez Morales
Cristian David Núñez Morales (Villa Hayes, Paraguay; 20 de septiembre de 1997) es un futbolista paraguayo. Juega de centrocampista y su equipo actual es el Yverdon Sport FC de la Superliga de Suiza.

## Trayectoria
Núñez migró con su familia a Argentina a los 8 años, en el país jugó en las inferiores de Los Andes. Regresó a Paraguay a los 16, incorporándose al Juventud de Loma Pytá en la Primera División C.
En 2016 regresó a la Argentina, y fichó en el Vélez Sarsfield. Promovido al primer equipo en 2018, Nuñez debutó en la Primera División de Argentina el 14 de mayo ante Argentinos Juniors.
No logró continuidad en el club, y dejó Vélez en septiembre de 2020, fichando por Lanús. Debutó en su nuevo club el 25 de noviembre de 2020 ante el Bolívar por la Copa Sudamericana. En sus últimos años en el club, fue cedido al Platense de la Primera B Nacional y al Sol de América de Paraguay.
En diciembre de 2022, Nuñez fichó en el Godoy Cruz de cara a la temporada 2023.
En 2024, regresó a Paraguay y firmó en el Tacuary FBC donde jugó cinco encuentros. Luego, en febrero de ese año aceptó la oferta del Banfield Argentino.

## Selección nacional
Disputó el Torneo Preolímpico Sudamericano Sub-23 de 2020.

## Estadísticas
Actualizado al último partido disputado el 23 de abril de 2023.
| Club                      | Div.          | Temporada     | Liga  | Liga  | Copas nacionales | Copas nacionales | Copas internacionales | Copas internacionales | Total | Total |
| Club                      | Div.          | Temporada     | Part. | Goles | Part.            | Goles            | Part.                 | Goles                 | Part. | Goles |
| ------------------------- | ------------- | ------------- | ----- | ----- | ---------------- | ---------------- | --------------------- | --------------------- | ----- | ----- |
| Vélez Sarsfield Argentina | 1.ª           | 2017-18       | 1     | 0     | 0                | 0                | —                     | —                     | 1     | 0     |
| Vélez Sarsfield Argentina | 1.ª           | 2019-20       | 1     | 0     | 1                | 0                | —                     | —                     | 2     | 0     |
| Vélez Sarsfield Argentina | Total club    | Total club    | 2     | 0     | 1                | 0                | 0                     | 0                     | 3     | 0     |
| Lanús Argentina           | 1.ª           | 2020-21       | 0     | 0     | 0                | 0                | 1                     | 0                     | 1     | 0     |
| Lanús Argentina           | Total club    | Total club    | 0     | 0     | 0                | 0                | 1                     | 0                     | 1     | 0     |
| Platense Argentina        | 2.ª           | 2021          | 2     | 0     | 0                | 0                | —                     | —                     | 2     | 0     |
| Platense Argentina        | Total club    | Total club    | 2     | 0     | 0                | 0                | 0                     | 0                     | 2     | 0     |
| Sol de América Paraguay   | 1.ª           | 2021          | 4     | 0     | 0                | 0                | 0                     | 0                     | 4     | 0     |
| Sol de América Paraguay   | 1.ª           | 2022          | 35    | 0     | 0                | 0                | 1                     | 0                     | 36    | 0     |
| Sol de América Paraguay   | Total club    | Total club    | 39    | 0     | 0                | 0                | 1                     | 0                     | 40    | 0     |
| Godoy Cruz Argentina      | 1.ª           | 2023          | 7     | 0     | 0                | 0                | —                     | —                     | 7     | 0     |
| Godoy Cruz Argentina      | Total club    | Total club    | 7     | 0     | 0                | 0                | 0                     | 0                     | 7     | 0     |
| Total carrera             | Total carrera | Total carrera | 50    | 0     | 1                | 0                | 2                     | 0                     | 53    | 0     |